# Remember a Day
„Remember a Day“ je skladba britské skupiny Pink Floyd, která poprvé vyšla jako druhá píseň na albu A Saucerful of Secrets v červnu 1968. Jejím autorem je klávesista Rick Wright, který ji také nazpíval.
Píseň byla nahrána v proběhu října 1967 v londýnských De Lane Lea Studios, hraje v ní tedy i původní kytarista Syd Barrett. Naopak Nick Mason přenechal výjimečně své místo za bicí soupravou producentu Normanu Smithovi, neboť skladba vyžadovala jiný styl bubnování, než na který byl zvyklý. Poprvé byla píseň „Remember a Day“ vydána na albu A Saucerful of Secrets dne 28. června 1968, tato originální verze má délku 4 minuty a 33 sekund. Dne 19. srpna téhož roku vyšla její zkrácená verze (stopáž 2:40) jako B strana amerického singlu „Let There Be More Light“.
Jediným doloženým vystoupením Pink Floyd, kde zazněla píseň „Remember a Day“, byl koncert 6. května 1968 v Římě v rámci First European International Pop Festival. Dne 23. září 2008 zahrál živě tuto skladbu David Gilmour společně s Philem Manzanerou, Guyem Prattem, Jonem Carinem a Stevem DiStanislao v pořadu Later... with Jools Holland televizní stanice BBC Two jako poctu Ricku Wrigtovi, který zemřel 15. září toho roku.

## Původní sestava
- Syd Barrett – slide kytara, akustická kytara
- Rick Wright – piano, varhany Farfisa, zpěv
- Roger Waters – baskytara
- Norman Smith – bicí, perkuse